# تری الکاک
تری الکاک (انگلیسی: Terry Alcock؛ زادهٔ ۹ دسامبر ۱۹۴۶) یک بازیکن فوتبال اهل بریتانیا است.
از باشگاه‌هایی که در آن بازی کرده‌است می‌توان به باشگاه فوتبال لانکستر، باشگاه فوتبال پورت ویل، باشگاه فوتبال بلکپول، باشگاه فوتبال بلکبرن راورز، و باشگاه فوتبال بری اشاره کرد.